# Шведська сім'я

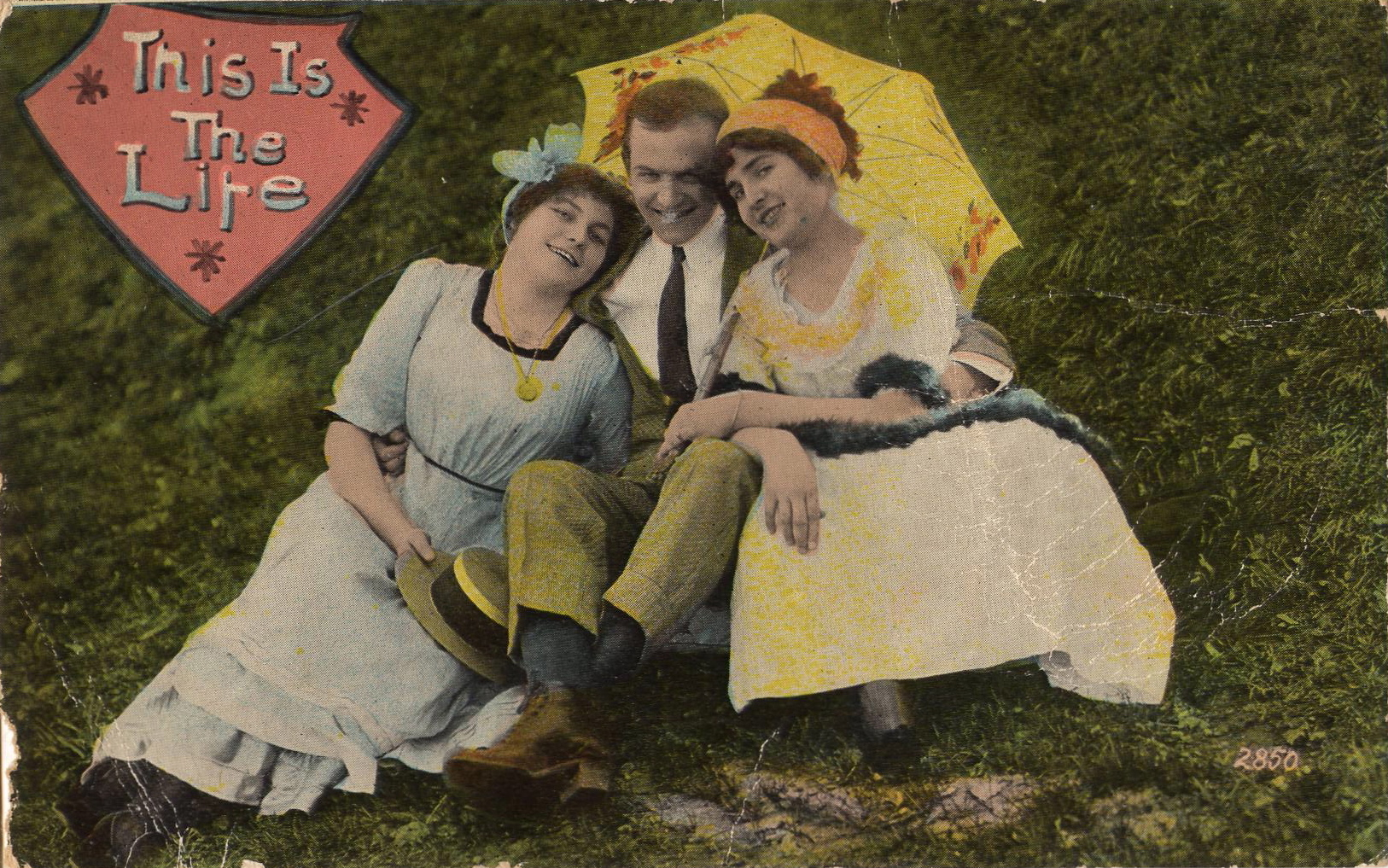
Листівка 1910 року, з написом «Це життя»

«Шведська сім'я» — просторічна назва поліаморних стосунків, коли троє людей обох статей живуть разом[джерело?]. Вираз існує тільки в російській мові і деяких народах пострадянського простору, в Європі використовують французький термін ménage à trois (господарство на трьох). Подібна сімейна традиція рідко зустрічається в досить консервативному шведському суспільстві. Існують припущення, що виникнення виразу пов'язане з історіями, що долетіли до СРСР про ліву шведську молодь, яка спільно проживала в так званих комунах (по-шведськи «колективах»), хоча історія виникнення фрази достеменно невідома.
Шведська сім'я зовсім не передбачає груповий секс між учасниками(-цями) (див. тріолізм). Стосунки людей однієї статі можуть бути різними — нейтральні, платонічні, суперництво (див. любовний трикутник), гомосексуальність тощо.
Шведські сім'ї зображені в багатьох класичних творах літератури і кіно. Серед фільмів найвідоміші «Жуль і Джим» Франсуа Трюффо, «Бутч Кессіді і Санденс Кід» Дж. Р. Хілла, «Мрійники» Бернардо Бертолуччі, «Третя Міщанська» Абрама Роома.